# François Ciccolini
François Ciccolini (nacido el 3 de junio de 1962 en Cozzano) es un entrenador de fútbol francés. Actualmente dirige al GFCO Ajaccio del Championnat National.

## Carrera como jugador
En su época como futbolista, Ciccolini se desempeñaba como delantero. Debutó en las filas del Olympique Ajaccio en 1982, antes de irse al CO Saint-Dizier una temporada. Regresó al Olympique Ajaccio en 1985 y al año siguiente se fue al SC Bastia, antes de volver al GFCO Ajaccio y colgar las botas en 1990.

## Carrera como entrenador
Inicios
En 1997, Ciccolini debuta como técnico dirigiendo al AS Porto Vecchio durante 3 años.
SC Bastia
En el 2000, fue contratado por el SC Bastia, entrenando al equipo sub-16, que se convirtió en campeón de Francia en 2002. Luego también estuvo al mando del equipo amateur y se hizo cargo del primer equipo del Bastia en la temporada 2004-05, hasta su cese a falta de 6 jornadas para el final del campeonato por los malos resultados (el equipo marchaba 19º).
Red Star y AS Mónaco
Tras dos años sin trabajo, llegó al Red Star FC; pero pronto se marchó al AS Mónaco para entrenar en las categorías inferiores del club, ganando la Copa Gambardella frente al conjunto sub-19 del Saint-Étienne en los penaltis.
Neuchâtel Xamax
En junio de 2011, el Neuchâtel Xamax lo confirmó como nuevo entrenador, pero fue sustituido por Joaquín Caparrós tras sólo dos partidos al mando del equipo suizo en los que cosechó dos derrotas.
JS Kabylie y regreso al Bastia
En octubre de 2014, firmó por el JS Kabylie, pero su experiencia en Argelia apenas llegó a los dos meses, pues se rescindió su contrato para volver al SC Bastia como asistente de Ghislain Printant.
Segunda etapa en el Bastia
El 28 de enero de 2016, fue nombrado nuevo técnico del SC Bastia. Su llegada tuvo un impacto positivo en el conjunto corso, venciendo 4 de sus 5 primeros partidos y acercándose a la permanencia. El 20 de abril de 2016, renovó su contrato con el club por un año más, antes de obtener la salvación con dos jornadas de antelación al término de la Ligue 1 2015-16.
Tras mantener al equipo corso en la élite, Ciccolini continuó en el banquillo del Stade Armand Cesari; pero en la temporada 2016-17, los resultados fueron malos, especialmente al inicio de la segunda vuelta, sumando sólo 4 puntos en 8 partidos. El 27 de febrero de 2017, un día después de perder 3-0 contra un rival directo por la permanencia como el Angers SCO, fue despedido, dejando al Bastia como 19º clasificado tras 27 jornadas de competición.
Stade Lavallois
El 18 de junio de 2018, firmó un contrato de dos temporadas con el Stade Lavallois Mayenne Football Club. Sin embargo, el 12 de febrero de 2019, el club anunció la marcha del técnico "de común acuerdo" con este.
GFCO Ajaccio
El 18 de junio de 2019, fue anunciado como nuevo entrenador del GFCO Ajaccio.

## Clubes y estadísticas

### Como jugador
| Club              | País    | Año       | Partidos | Goles |
| ----------------- | ------- | --------- | -------- | ----- |
| Olympique Ajaccio | Francia | 1982-1984 |          |       |
| CO Saint-Dizier   | Francia | 1984-1985 |          |       |
| Olympique Ajaccio | Francia | 1985-1986 |          |       |
| SC Bastia         | Francia | 1986-1988 | 18       | 4     |
| GFCO Ajaccio      | Francia | 1988-1990 |          |       |

### Como entrenador
| Club                | País    | Año       | P  | PG | PE | PP | % v.  |
| ------------------- | ------- | --------- | -- | -- | -- | -- | ----- |
| AS Porto Vecchio    | Francia | 1997-2000 |    |    |    |    |       |
| SC Bastia (cantera) | Francia | 2000-2004 | 68 | 23 | 18 | 27 | 33.82 |
| SC Bastia           | Francia | 2004-2005 | 32 | 7  | 8  | 17 | 21.88 |
| Red Star FC         | Francia | 2008-2009 | 21 | 5  | 7  | 10 | 23.81 |
| AS Mónaco (cantera) | Francia | 2009-2011 |    |    |    |    |       |
| Neuchâtel Xamax     | Suiza   | 2011      | 2  | 0  | 0  | 2  | 0     |
| JS Kabylie          | Argelia | 2014      | 6  | 2  | 2  | 2  | 33.33 |
| SC Bastia           | Francia | 2016-2017 | 44 | 12 | 13 | 19 | 27.27 |
| Stade Lavallois     | Francia | 2018-2019 | 22 | 10 | 3  | 9  | 45.45 |
| GFCO Ajaccio        | Francia | 2019-     |    |    |    |    |       |